# Jean-Nicolas Boulay
Jean-Nicolas Boulay (Vagney, 11 giugno 1837 – Lilla, 19 ottobre 1905) è stato un botanico francese.

## Biografia
Ha studiato teologia al seminario di Saint-Dié-des-Vosges, dopo essere stato nominato professore di botanica presso l'Università Cattolica di Lille (1875). Il Jardin Botanique Nicolas Boulay è stato chiamato in suo onore.
Fu autore di numerosi libri e articoli in materia briologica e paleobotanica. Il genere di fossile Boulayatheca porta il suo nome, anche il genere di pianta Boulaya, (circoscritto da Jules Cardot nel 1912), porta il suo nome. Oltre alla briologia e alla ricerca paleobotanica, ha eseguito il lavoro tassonomico che coinvolge il genere Rubus.
Ha contribuito nel volume "Flore de France, ou, Descrizione des plantes qui croissent spontanément en France, en Corse et en Alsace-Lorraine" (1893-1913).

## Opere principali
- Notice sur la géographie botanique des environs de Saint-Dié (Vosges), 1866.
- Muscinées (mousses, sphaignes, hépatiques), 1872.
- Le terrain houiller du Nord de la France et ses végétaux fossiles, 1876.
- Muscinées de la France, 1884.
- Flore pliocéne du Mont-Dore, Puy de Dôme, 1892.[1]